# Andrássy Antal (püspök)
Krasznahorkai és csíkszentkirályi báró Andrássy Antal (Románfalva, 1742. október 28. – Rozsnyó, 1799. november 19.) rozsnyói püspök.

## Élete
Atyja báró Andrássy György és édesanyja gróf karancs-berényi Berényi Anna Mária (1704-?) volt. Tanulmányait Nyitrán kezdte és Kassán végezte; 1760-ban a jezsuiták közé lépett és próbaévekre Bécsbe küldték, hol a teológiai tanulmányok végeztével pappá szenteltetvén, a szerzet föloszlatásáig a rend tagja maradt. Visszavonult a krasznahorkai várba, mígnem 1776-ban a rozsnyói püspökség fölállításával a káptalan tagjává, majd nagypréposttá s 1780-ban püspökké nevezték ki; e kinevezés a többi kitüntetésekkel együtt a magyar királyi egyetem megnyitási ünnepélyén június 25-én hirdettetett ki. Temetésén Tornallyai Gedeon kanonok és szepesi főesperes mondott fölötte gyászbeszédet, mely nyomtatásban is megjelent.

## Munkái
- Appendix subnexa censurae testamentis demonstrationis trium propositionum de poenali transitu ex religione romano-catholica ad evangelicam. Budae, 1790
- Epistola pastoralis ad clerum suum de necessitate unius salvificae catholicae fidei, hely és év n.

Még a tridenti zsinat kánonajinak védelmére is írt egy munkát, amely azonban halála miatt félbeszakadt.